# Lionel Bosco
Lionel Bosco (Huy, 18 de septiembre de 1981) es un exjugador y actual entrenador belga de baloncesto. Mide 1,73 metros de altura y ocupaba la posición de Base. Actualmente ejerce como entrenador asistente en el Liège Basket de la Pro Basketball League belga. Es internacional absoluto con Bélgica.

## Trayectoria
Empezó su carrera en el año 2005, en el R.Atomic Brussels, donde estuvo hasta 2007. Tras un breve paso por el JL Bourg Basket en 2007, regresó a Bélgica y fichó por el Stella Artois Leuven Bears hasta final de temporada. En 2008 fichó por Gent Hawks donde estuvo hasta 2012. En 2012 fichó por Liege Basket donde estuvo hasta 2014. En 2014 firmó con Belfius Mons-Hinault donde permanece actualmente.

## Selección nacional
Participó con la selección en el Eurobasket 2009 en Polonia y volvió a ser convocado por la selección para la fase de clasificación para el Eurobasket 2015.
Participó en el Eurobasket 2015, donde Bélgica está encuadrada en el Grupo D, junto a Estonia, Lituania, Ucrania, República Checa y Letonia.